# Donati (cráter)
Donati es un cráter de impacto que se encuentra en las escarpadas tierras altas del centro-sur de la Luna, justo al noroeste del cráter Faye, cuyos bordes exteriores están separados por una distancia de menos de 10 kilómetros. Al norte aparece el cráter Airy de tamaño similar, y más hacia el sureste se halla Playfair. Donati tiene un diámetro de 36 kilómetros.
|  |

Su pared exterior ha sido erosionada por impactos posteriores, particularmente en el sur y en el este, donde los cráteres se superponen al brocal del cráter. El borde norte, sumamente distorsionado, se une con el cráter satélite de forma irregular Airy C. El suelo interior de Donati es irregular y está marcado por cráteres pequeños, sobre todo en el sur y el suroeste. En el punto medio del interior presenta una elevación. El cráter es de la época Pre-Ímbrica, de hace entre 4550 y 3850 millones de años.
Se llama así en honor al astrónomo italiano del siglo XIX Giovanni Battista Donati.

## Cráteres satélite
Por convención estos elementos son identificados en los mapas lunares poniendo la letra en el lado del punto medio del cráter que está más cerca de Donati.
|        | \| Donati \| Coordenadas \| Diámetro \| \| ------ \| --------------------------- \| -------- \| \| A \| 19°36′S 4°30′E / -19.6, 4.5 \| 9 km \| \| B \| 20°24′S 5°42′E / -20.4, 5.7 \| 11 km \| \| C \| 19°54′S 3°24′E / -19.9, 3.4 \| 8 km \| \| D \| 22°06′S 5°48′E / -22.1, 5.8 \| 5 km \| \| K \| 21°06′S 6°48′E / -21.1, 6.8 \| 13 km \| |          |
| Donati | Coordenadas | Diámetro |
| A      | 19°36′S 4°30′E / -19.6, 4.5 | 9 km     |
| B      | 20°24′S 5°42′E / -20.4, 5.7 | 11 km    |
| C      | 19°54′S 3°24′E / -19.9, 3.4 | 8 km     |
| D      | 22°06′S 5°48′E / -22.1, 5.8 | 5 km     |
| K      | 21°06′S 6°48′E / -21.1, 6.8 | 13 km    |